# سهمیه یهودی
سهمیه یهودی سهمیه نژادی تبعیض‌آمیزی بود که برای محدود کردن یا جلوگیری از دسترسی یهودیان به موسسات گوناگون طراحی شده بود. چنین سهمیه‌هایی در سده‌های ۱۹ و ۲۰ میلادی در کشورهای پیشرفته به‌طور گسترده‌ای گسترش یافته و در آموزش عالی اغلب در دانشگاه‌های معتبر وجود داشتند.

## بر پایه کشور

### کانادا
چند دانشگاه کانادایی، به ویژه دانشگاه مک‌گیل، دانشگاه مونترآل و دانشگاه تورنتو، برای مدت زمانی طولانی برای یهودیان پذیرفته شده در این دانشگاه‌ها سهمیه داشتند. سهمیه سختگیرانه دانشگاه مک‌گیل طولانی‌ترین بود و به‌طور رسمی از سال ۱۹۲۰ تا اواخر دهه ۱۹۶۰ جریان داشت.

### آلمان
تعداد زیادی بَند قانونی در سال ۱۹۲۹ بر پایه‌های نژادی، و نه دینی، به قوانین آلمان افزوده شدند.
در ۲۵ آوریل ۱۹۳۳، دولت نازی سهمیه ۱٫۵ درصدی برای پذیرش غیرآریایی‌های آلمانی - در واقع یهودیان آلمان - تعیین کرد تا تعداد دانش‌آموزان (آریایی و غیرآریایی) را که در دبیرستان‌ها (höhere Schulen) و دانشگاه‌ها پذیرفته می‌شوند محدود می‌کند. ظاهراً این قانون برای جلوگیری از ازدحام بیش از حد مدارس و دانشگاه‌ها وضع شده‌است که به نگرانی آلمانی‌ها در آن هنگام مبنی بر کاهش کیفیت آموزش عالی به دلیل داشتن تعداد زیادی از دانشجویان اشاره می‌کرد. در آغاز سال ۱۹۳۳، حدود ۰٫۷۶ درصد از جمعیت آلمان یهودی بودند، اما بیش از ۳٫۶ درصد از دانشجویان دانشگاه‌های آلمان را یهودیان تشکیل می‌دادند، که این تعداد به‌طور پیوسته از بیش از ۹ درصد در دهه ۱۸۸۰ کاهش یافته بود. پس از ۳۰ ژوئیه ۱۹۳۹، یهودیان دیگر حتی مجاز به حضور در مدارس دولتی آلمان نبودند و قانون سهمیه‌بندی قبلی پس از تصویب قانونی که حضور عمومی یهودیان را ممنوع می‌کرد زائد شد.ص. ۱۹۳

### مجارستان
قانونی در سال ۱۹۲۰، در دولت پال تلکی وضع شد که بر پایه آن نرخ قومی دانش‌آموزان باید با نرخ قومی جمعیت مطابقت داشته باشد. محدودیت‌ها در سال ۱۹۲۸ کاهش یافتند. معیارهای نژادی در پذیرش دانشجویان جدید حذف شدند و معیارهای اجتماعی جایگزین آن‌ها شدند.

### رومانی
اگرچه سهمیه‌ای یهودی طبق قانون تعیین نشده بود، اما در عمل در دانشگاه‌های کلوج، بخارست، یاشی، و چرنوتی اعمال می‌شد.

### ایالات متحده
برخی از دانشگاه‌های خصوصی، به ویژه هاروارد، سیاست‌هایی را در نظر گرفتند که در عمل سهمیه تعداد یهودیان پذیرفته شده در دانشگاه را تعیین می‌کردند. به گفته دیوید اوشینسکی، تاریخ‌دان، در هنگام نوشتن در مورد جوناس سالک، «بیشتر دانشکده‌های پزشکی اطراف (کرنل، کلمبیا، پنسیلوانیا و ییل) سهمیه سختی در نظر گرفته بودند. در سال ۱۹۳۵، ییل ۷۶ متقاضی را از مجموع ۵۰۱ تن پذیرفت. حدود ۲۰۰ تن از این متقاضیان یهودی بودند و تنها پنج نفر وارد دانشگاه شدند.» وی می‌گوید که دستورالعمل‌های رئیس دانشگاه، میلتون وینترنیتس، به طرز چشمگیری دقیق بودند: «هرگز بیش از پنج یهودی را نپذیرید، تنها دو کاتولیک ایتالیایی را بپذیرید و به هیچ وجه سیاه‌پوست نگیرید.» در نتیجه، اوشینسکی می‌نویسد: «جوناس سالک و صدها تن مانند او» در عوض در دانشگاه نیویورک نام‌نویسی کردند. ریچارد فاینمن، فیزیکدان و برنده جایزه نوبل، در دهه ۱۹۳۰ نتوانست به کالج کلمبیا وارد شود و به جای آن به MIT رفت.
سیاست پذیرشی غیررسمی دانشگاه ییل برای محدود کردن دانش آموزان یهودی دانشگاه به حدود ۱۰ درصد در اوایل دهه ۱۹۶۰ پایان یافت.

### یوگسلاوی
در سال ۱۹۴۰، دولت پادشاهی یوگسلاوی مصوبه‌ای را در موردنام‌نویسی افراد از نژاد یهودی در دانشگاه‌ها، دبیرستان‌ها، کالج‌های تربیت معلم و سایر مدرسه‌های حرفه‌ای تصویب کرد که نسبت دانشجویان یهودی را به نسبت یهودیان کل جمعیت محدود می‌کرد.